# Luxilus coccogenis
Luxilus coccogenis är en fiskart som först beskrevs av Cope, 1868.  Luxilus coccogenis ingår i släktet Luxilus och familjen karpfiskar. Inga underarter finns listade i Catalogue of Life.